# 臺中市大雅區汝鎏國民小學
臺中市大雅區汝鎏國民小學（簡稱汝鎏國小），是中華民國（台灣）臺中市大雅區的市立國民小學，創校時為「空軍小學公館分校」。

## 校史
- 1950年8月，由空軍三聯隊政戰部於台中清泉崗空軍基地附近設立「空軍總司令部附設台中子弟學校公館分校」。
- 1967年8月1日，全國空軍小學由地方政府接管，臺中縣政府接辦公館分校，改名為「臺中縣大雅鄉陽明國民小學汝鎏分校」（汝鎏，紀念空軍烈士吳汝鎏上校）。
- 1969年8月，獨立設校為「臺中縣大雅鄉汝鎏國民小學」。
- 1996年，校舍因位於清泉崗空軍機場南端（今汝鎏公園），軍機起降產生噪音及校區位於航道正下方之安全考量，8月完成遷校於現址。
- 2010年12月25日臺中縣市合併為直轄市後，更名為「臺中市大雅區汝鎏國民小學」。
- 2019年，成立附設幼兒園。

## 歷任校長
- 吳慶寅：1950年8月－1967年（空小分校創立）
- 曾天鴻：1967年－1969年（分校主任）

1. 江錦陵：1969年－1973年
2. 韓景新：1973年－1979年
3. 馬駿川：1979年－1983年
4. 柯美繁：1983年－1988年
5. 陳煙慶：1988年－1992年
6. 柯勝照：1992年－1995年
7. 陳淑楚：1995年－1999年
8. 吳銀葉：1999年－2007年
9. 陳青勇：2007年－2008年
10. 劉明增：2008年－2015年
11. 許瑞芳：2015年－2019年
12. 紀國揚：2019年－現任

## 班級
- 國小部：6班

## 校舍空間
- 普通教室：12間
- 專科教室：12間
- 體育場：1座

## 學區
- 忠義里（全里）
- 六寶里18～21鄰、25～33鄰。

## 外部連結
- 臺中市大雅區汝鎏國民小學